# Arboreto de Mardakan
El Arboreto de Mardakan se encuentra ubicado en el municipio epónimo en la península semiárida de Absheron, a 40 km de Bakú. Fue un jardín personal de Murtuza Mukhtarov, magnate y millonario del petróleo de la época (1895-1920). Figura entre las colecciones más ricas del mundo por el número y edad de las especies de flora. Se presentan alrededor de 1.800 especies, incluidas 1.540 tipos de plantas y variedades tanto de Azerbaiyán como de otros países.

## Historia
En 1920 el jardín de M.Mukhtarov fue transformado en propiedad del estado. En 1926 el arboreto fue establecido por el conocido botánico y académico Nikolái Vavílov. Posteriormente, en 1936, fue designado estación experimental para subtrópicos secos. 
Entre 1945 y 1964 se incluyó una base de investigación y desarrollo para jardinería y viticultura. Desde 1945 hasta 1963 se introdujeron nuevas especies. Esto ayudó a cimentar el desarrollo del cultivo de plantas subtropicales, selección y mejora de los tipos de granada, olivo, higo, caqui asiático y también a dividir el parque en distritos científicamente.
Entre 1964 y 1966 el parque fue administrado por el Ministerio de Salud de la República Socialista Soviética de Azerbaiyán.
En 1966, el estado lo donó al instituto de botánica de la Academia Nacional de Ciencias de la República Socialista Soviética de Azerbaiyán.
En 2014 pasó a llamarse Instituto de Dendrología de Azerbaiyán de la Academia Nacional de Ciencias de acuerdo con la orden del Gabinete de Ministros de Azerbaiyán.

## Actividad
El arboreto esta a 4,5 km de la orilla del mar Caspio. Su territorio es de 12 hectáreas. El 80-85% está cubierto de piedra caliza. La cobertura del suelo está representada por varias combinaciones de suelos. A medida que aumenta la distancia del mar se encuentran suelos francoarenosos más pesados o ligeros, que consisten en una profundidad insignificante de 0,5 a 1,5 metros. Solo están casi ausentes la lignosa natural y arbustos. Especies como la cáscara sagrada, madreselva georgiana, tamarix, higuera salvaje y otras plantas se encuentran entre las rocas. Su vegetación es importada de Lankaran y se mantiene con riego artificial.
El agua se extrae de pozos profundos y se filtra a través de la piedra caliza, de 30 a 80 m de profundidad. La misma es llevada a piscinas, desde donde se desvía a través del territorio del parque mediante tuberías. El diámetro de los pozos es de 8 a 13 m y la profundidad promedio es de 36 m.
 El más profundo ubicado cerca de la casa-museo Yesenin (construido en 1835) está rodeado por muros de piedra redondos en forma de castillo y tiene una escalera circular de unos 18 metros de altura.
Las piscinas se construyeron entre 1903 y 1905. Se han instalado 6 cascadas artificiales en el jardín junto a estas. La piscina cuadrangular tiene 35 metros de ancho, 50 metros de largo y 30 metros de profundidad. La otra piscina se construyó en 1840 y para subirla se utilizan escaleras.

## Museos
Hay dos museos ubicados en el área del Arboreto Mardakan: el Museo de Botánica dedicado al botánico soviético Nikolái Vavílov y el Museo Sergei Yeseni dedicado al poeta ruso Serguéi Yesenin.

### Museo Yesenin
Es la casa-museo del poeta ruso Serguéi Yesenin, que vivió allí durante 1924-1925. El museo fue establecido en 1974 por iniciativa de Heydar Aliyev e inaugurado el 1 de abril de 1975 con motivo del 80 aniversario del poeta. Ha estado funcionando bajo el Museo de Literatura de Azerbaiyán desde 1999. Después del restablecimiento de la estructura del Museo de Literatura en 2008, la casa-museo de Yesenin se transformó en el Centro de Relaciones Literarias Ruso-Azerbaiyanas Serguéi A. Yesenin. El centro proporciona información sobre la vida del poeta y sus obras, así como la recopilación e investigación de los materiales relacionados con la literatura rusoazerbaiyana.